# Vexillum puella
Vexillum puella är en snäckart som först beskrevs av Reeve 1845.  Vexillum puella ingår i släktet Vexillum och familjen Costellariidae. Inga underarter finns listade i Catalogue of Life.